# Merita Sokoli
Merita Sokoli też jako: Merita Sokoli Tezha (ur. 29 grudnia 1924 w Korczy, zm. 4 listopada 2007 w Stanach Zjednoczonych) – albańska piosenkarka (sopran) i aktorka. 

## Życiorys
Córka Ramadana Sokoliego i Qerime. Jej talent wokalny ujawnił się w czasach szkolnych. Uczyła się śpiewu pod kierunkiem nauczyciela muzyki z liceum w Korczy. W wieku 14 lat występowała na koncertach w Korczy (akompaniowali jej Pjetër Dungu i Tonin Guaraziu). W latach 1939–1944 studiowała w Akademii Muzycznej Santa Cecilia w Rzymie, pod kierunkiem Ricardo Stracatiego i Mario Del Monaco. W 1943 wystąpiła jako pierwsza aktorka albańska w filmie krótkometrażowym Takim në liqen (Spotkanie na jeziorze), w reżyserii Mihallaqa Mone. W 1943 wystąpiła na recitalu w Tiranie zorganizowanym w budynku kina Majestik. 
Powróciła do kraju w 1944. Wspólnie z Marie Krają i Teftą Tashko i Viktorem Xhaçką śpiewała pieśni ludowe i arie operowe w Radiu Tirana. W latach 1945–1947 występowała na deskach Teatru Ludowego w Tiranie. 16 maja 1947 została aresztowana wraz z mężem (Tika Tezhą), pod zarzutem szpiegostwa i współpracy z misją brytyjską działającą na terytorium Albanii. Nie przyznała się do stawianych zarzutów, mimo to została skazana na 5 lat więzienia. Po opuszczeniu więzienia została internowana w Kavai wraz z mężem i synem. W 1993 wyjechała z Albanii. Zmarła w Stanach Zjednoczonych z powodu choroby nowotworowej piersi.
Została wyróżniona tytułem Honorowej Obywatelki Kavai.

## Role filmowe
- 1943: Takim në liqen